# Rahile Dawut
Rahile Dawut (en chinois 热依拉·达吾提 ; en pinyin : Rèyīlā Dáwútí ; en ouïghour : راھىلە داۋۇت), née le 20 mai 1966 dans le Xinjiang en Chine, est une ethnologue ouïghoure connue pour son expertise du folklore et des traditions ouïghoures.
Elle est professeure à l'Université du Xinjiang, où elle est la fondatrice du Centre de recherche sur le folklore des minorités. Mais elle est enlevée et portée disparue par le gouvernement chinois en 2017 et n'a plus été revue pendant plusieurs années.
En 2023, Rahile Dawut est condamnée à la prison à perpétuité pour « atteinte à la sécurité de l'État ».

## Biographie

### Carrière universitaire sur les minorités
D'origine ouïghoure de la région autonome du Xinjiang où elle est née le 20 mai 1966, Rahile Dawut est membre du Parti communiste chinois pendant plus de 30 ans ; elle enseigne à l’université du Xinjiang. Elle y est la fondatrice en 2007 du Centre de recherche sur le folklore des minorités, et elle en est la directrice,.
Rahile Dawut publie un certain nombre d'articles et de livres ; elle donne également des conférences dans des universités internationales, notamment à l'université Harvard et à l'université de Cambridge,.

### Disparition
Rahile Dawut aurait fait part à un proche en décembre 2017 de son projet de voyager d'Ürümqi à Pékin, mais ensuite sa famille et ses amis perdent tout contact avec elle. La famille et les amis de Rahile annoncent sa disparition en août 2018.
À la fin de cette même année 2018, on sait qu'elle est entre les mains des autorités de l'État chinois. Selon un article du New York Times en janvier 2019, Rahile Dawut fait partie des nombreux intellectuels éminents ciblés dans le cadre de la campagne chinoise visant à effacer l'identité ouïghoure.

### Procès secret, prison à perpétuité
Les autorités de l'État ne révèlent pas publiquement où se trouve Rahile Dawut. Son procès secret commence en décembre 2018 devant un tribunal du Xinjiang, où elle est reconnue coupable pour la première fois de « mise en danger de la sécurité de l'État ».
Elle est condamnée à perpétuité car elle perd en septembre 2023 en appel contre cette condamnation,,.
La porte-parole du ministère chinois des Affaires étrangères, Mao Ning, déclare qu'elle n'a « aucune information » sur cette affaire,.

## Distinctions
Rahile Dawut reçoit en 2020 le prix Courage to Think décerné par le réseau de solidarité américain Scholars at Risk (« Universitaires en danger »). Le prix est reçu en son nom par sa fille Akida Pulat.
En octobre 2023, Michael Rosen, lauréat du prix PEN Pinter 2023, choisit Rahile Dawut comme « écrivain international du courage » pour partager son prix avec elle, la sélectionnant parmi une liste restreinte d'écrivains internationaux « qui ont activement défendu la liberté d'expression, souvent au péril de leur propre sécurité ».
Le 4 septembre 2024, Rahile Dawut reçoit une bourse honorifique et un doctorat honoris causa en littérature de la SOAS de l'Université de Londres « en reconnaissance de sa contribution exceptionnelle à la connaissance du patrimoine culturel ouïghour ». La recommandation pour la bourse et le doctorat a été émise par la professeure Rachel Harris, et le prix accepté par la fille de Rahile, Akida Pulat, par message vidéo.